# Lajedo (kommun)
Lajedo är en kommun i Brasilien.   Den ligger i delstaten Pernambuco, i den östra delen av landet, 1 500 km nordost om huvudstaden Brasília. Antalet invånare är 36 606.
Följande samhällen finns i Lajedo:
- Lajedo

Trakten runt Lajedo består till största delen av jordbruksmark. Runt Lajedo är det ganska tätbefolkat, med 72 invånare per kvadratkilometer.